# Nils Wiechmann

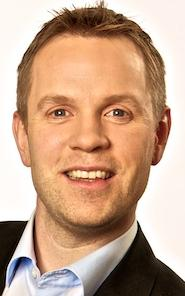
Nils Wiechmann

Nils Wiechmann (* 28. März 1976 in Pinneberg) ist ein deutscher Politiker (Bündnis 90/Die Grünen). Er war von 2001 bis 2006 und von 2011 bis 2016 Mitglied des Landtags Rheinland-Pfalz. Von 2006 bis 2008 war er Co-Vorsitzender von Bündnis 90/Die Grünen Rheinland-Pfalz.

## Leben
Nils Wiechmann wuchs auf der Insel Fehmarn auf und machte 1995 sein Abitur am Carl-Maria-von-Weber-Gymnasium in Eutin. Im Anschluss leistete er Zivildienst in einer gerontopsychiatrischen Tagespflegestätte in Kiel ab und studierte von 1996 bis 2001 Erziehungswissenschaften (Schwerpunkte Sozialpädagogik und Erwachsenenbildung) an der Universität Koblenz-Landau.
Von 2006 bis 2008 studierte er in einem berufsbegleitenden Fernstudiengang Sportmanagement. Von 2008 bis 2011 war er Mitarbeiter des Organisationskomitees für die Fußball-Weltmeisterschaft der Frauen 2011 in Deutschland. Am 1. Dezember 2016 wurde er Präsidiumsmitglied für Kommunikation beim Sportverein TuS Koblenz.
Von August 2016 bis September 2017 war er stellvertretender Regierungssprecher in Nordrhein-Westfalen. Seit dem 1. März 2018 arbeitet er als Projektkoordinator für öko-soziale Beschaffung beim Entwicklungspolitischen Landesnetzwerk Rheinland-Pfalz.

## Politik

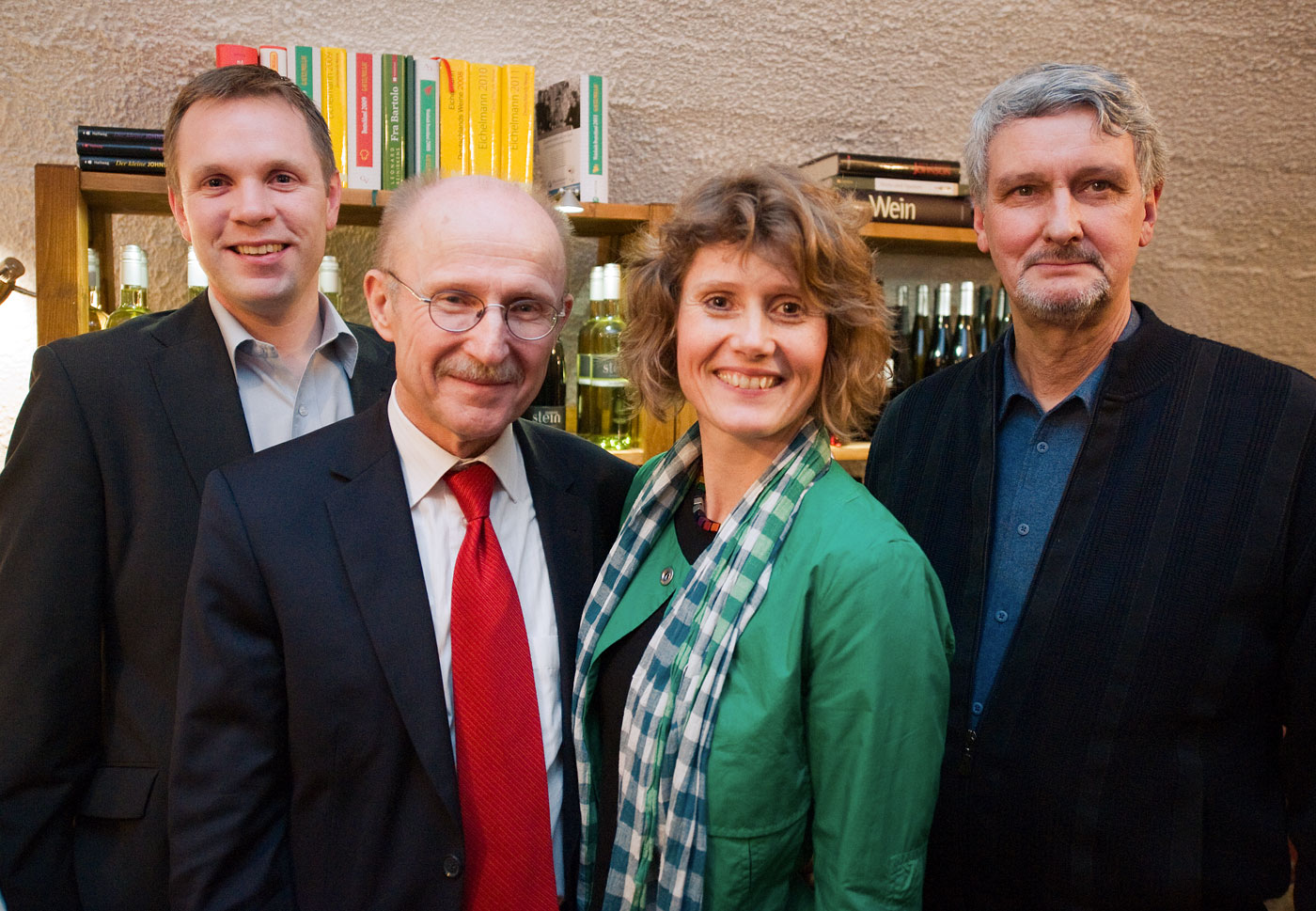
Nils Wiechmann 2011 mit (von links) UN-Sportberater Willi Lemke, der grünen Landessprecherin Eveline Lemke und Michael Musil.

Er war lange Zeit im Vorstand des Kreisverbandes Koblenz von Bündnis 90/Die Grünen aktiv.
1999 war er Sprecher im Landesvorstand des Grünen Jugendbündnis Rheinland-Pfalz.  Im November 2006 wurde er gemeinsam mit Eveline Lemke als Landesvorstandssprecher von Bündnis 90/Die Grünen Rheinland-Pfalz gewählt. 2008 trat er aus beruflichen Gründen nicht wieder an, wurde aber als Mitglied des Landesparteirats gewählt.
Von 2001 bis 2006 war Wiechmann Mitglied des Landtags von Rheinland-Pfalz. Er bearbeitete hier in erster Linie bildungs- sowie europapolitische Themen. In Koblenz gehörte er von 2009 bis 2015 der Grünen-Stadtratsfraktion an und kandidierte bei der Landtagswahl 2011 als Direktkandidat in Koblenz und Landeslistenkandidat. Er wurde über die Liste in den Landtag gewählt. Dort wurde Wiechmann parlamentarischer Geschäftsführer der Fraktion von Bündnis 90/Die Grünen. Dem Ältestenrat und dem Ausschuss für Europafragen und Eine Welt gehörte er als Mitglied an und bearbeitete in der Landtagsfraktion die Themen Europafragen und Eine Welt, Frieden, Ruanda und Sport.